# Gaetano Tosi
Gaetano Tosi (Carpenedolo, provincie Brescia, 1830 – Brescia, 14 februari 1883) was een Italiaans componist en dirigent. 

## Levensloop
Tosi kwam na zijn muziekstudie en het dirigeren van verschillende andere banda's (harmonieorkesten) in 1859 als dirigent naar het 45 musici tellende Corpo di Musica Municipale di Brescia in Brescia in de Lombardije. Zij repeteerden vier keer per week, en twee keer waren er concerten in het voormalige  Corso del Teatro (nu: Corso Zanardelli) en zij begeleiden meestal de feestelijkheden en ceremonieën van de stad. In het concertprogramma waren marsen, dansen en selecties uit de bekende opera's van de toen bekende componisten Gioacchino Rossini, Vincenzo Bellini, Gaetano Donizetti, Giuseppe Saverio Mercadante, Giovanni Pacini, Giuseppe Verdi, Amilcare Ponchielli, Giacomo Meyerbeer, Antonio Cagnoni, Gianluca Petrella, Johann Strauss jr., Karel Komzák jr. en andere componisten uit de lange lijst van toondichters uit de k. en k. monarchie. 
Tosi heeft in iedere geval voor de ontwikkeling van de harmonieorkesten in de regio Brescia veel gedaan. Hij was tot zijn overlijden in 1883 dirigent van dit stedelijk harmonieorkest en werd opgevolgd van Guglielmo Forbek (1847-1926).
Als componist schreef hij vooral marsen, ouvertures en fantasieën voor harmonieorkest. Bekend is zijn Fantasia musicale per le feste di Arnaldo da Brescia.